# Pfarrkirche Kematen an der Krems

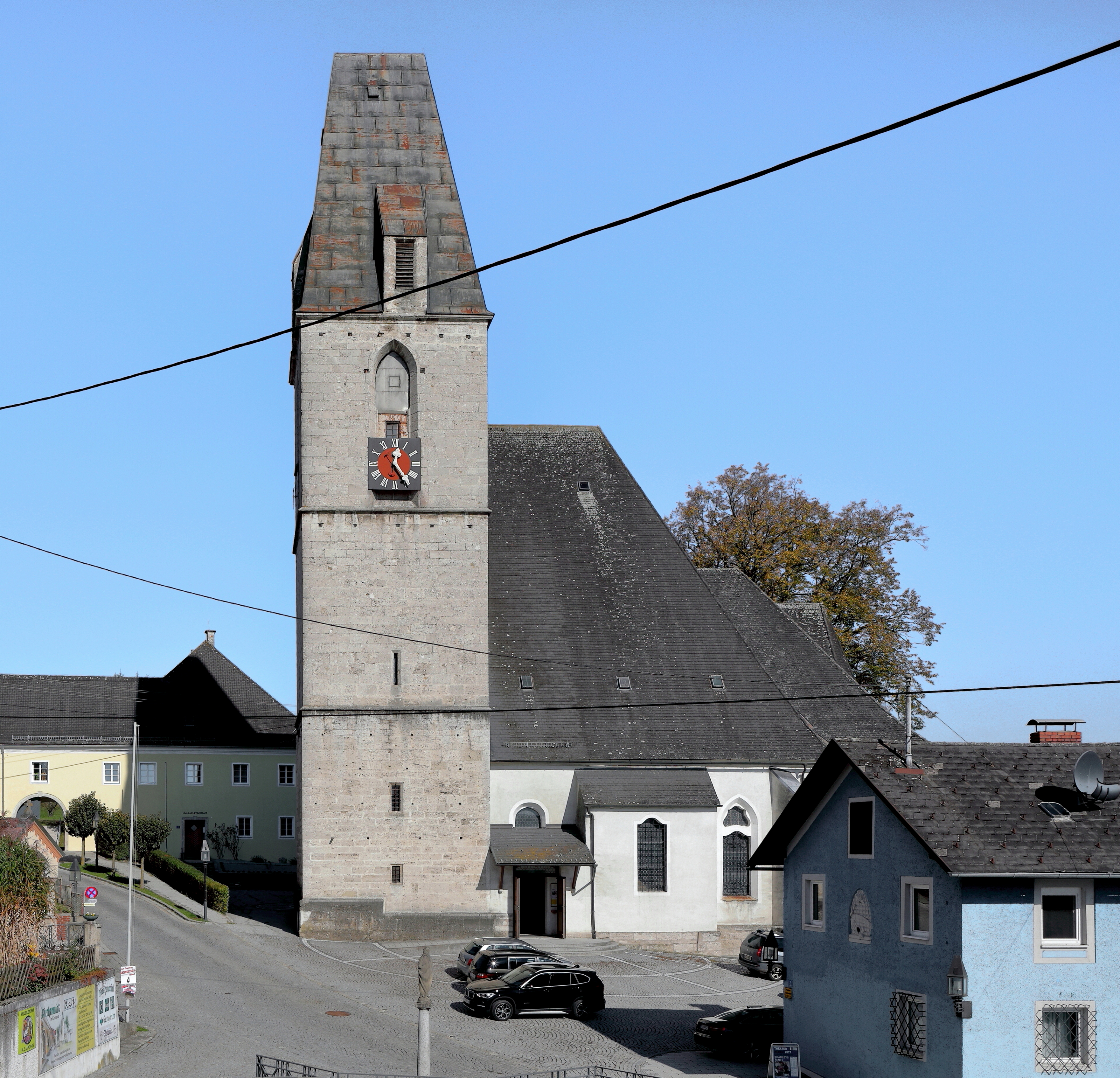
Die Pfarrkirche hl. Martin

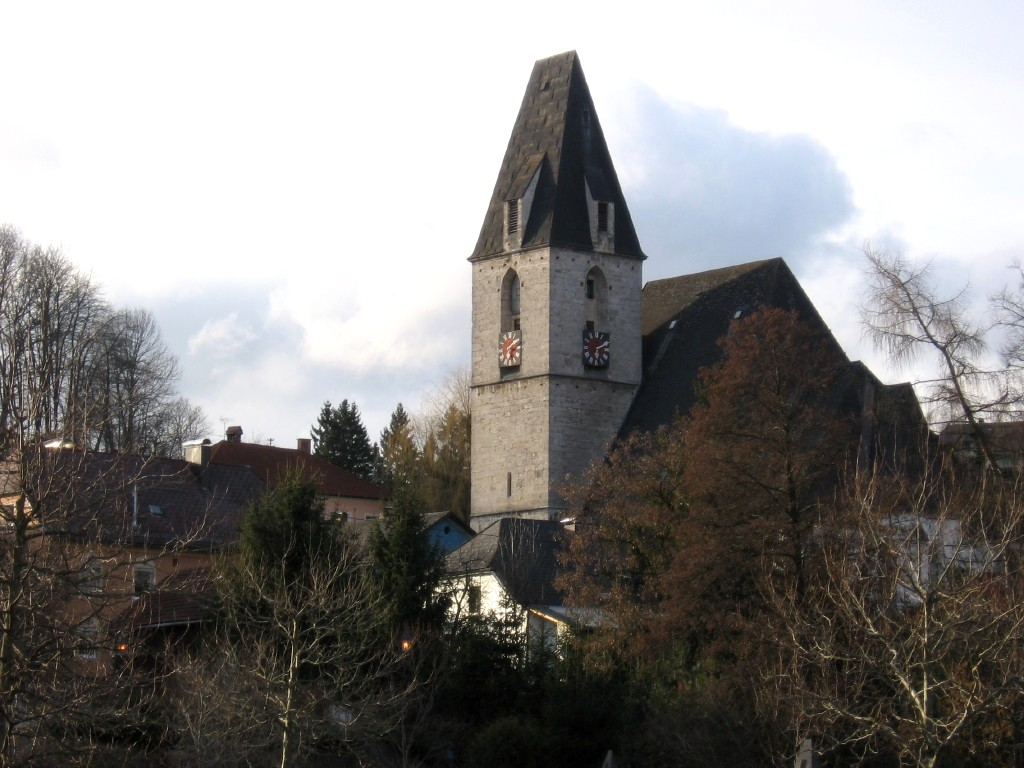
Südostansicht der Kirche

Die Pfarrkirche Kematen an der Krems steht im Ort Kematen in der Gemeinde Kematen an der Krems in Oberösterreich. Die römisch-katholische Pfarrkirche hl. Martin – dem Stift Kremsmünster inkorporiert – gehört zum Dekanat Kremsmünster in der Diözese Linz. Die Kirche und der ehemalige Friedhof stehen unter Denkmalschutz.

## Geschichte
Die Kirche wurde 1179 urkundlich genannt. Das Mittelschiff stammt aus dem Jahr 1490. Die Kirche wurde 1646 und 1773 restauriert. 1949 fand eine Innenrestaurierung statt.

## Architektur
Die kurze gotische Pseudobasilika hat einen einjochigen kreuzrippengewölbten Chor mit einem Fünfachtelschluss. Der Chor wurde 1686 reich mit Stuck und Fresken barockisiert. Das dreischiffige Langhaus hat ein dreijochiges netzrippengewölbtes Mittelschiff. Die dreiachsige barocke Westempore ist zweigeschoßig. Das nördliche dreijochige kreuzrippengewölbte Seitenschiff weist einen nicht vollständigen Fünfachtelschluss auf. Das südliche vierjochige hängekuppelgewölbte Seitenschiff hat einen geraden Schluss, das letzte östliche Joch ist eine Marienkapelle. Der Boden des Langhauses ist zum Chor hin abfallend. Die nördliche Sakristei war ursprünglich eine Kapelle aus 1426. Der mächtige Turm steht mit den sonstigen Kirchenmauern unverbunden im westlichen Joch des südlichen Seitenschiffes und hat ein Keildach. Die ehemalige Wehrkirche zeigt am Turm Schießscharten und an der Nordseite der Kirche eine Pechnase. Die Turmtüre zeigt einen prächtigen spätgotischen Beschlag.
In der Gartenmauer zum Pfarrhof ist ein römisches Relief Jäger mit einem geschulterten Hasen eingemauert.

## Ausstattung

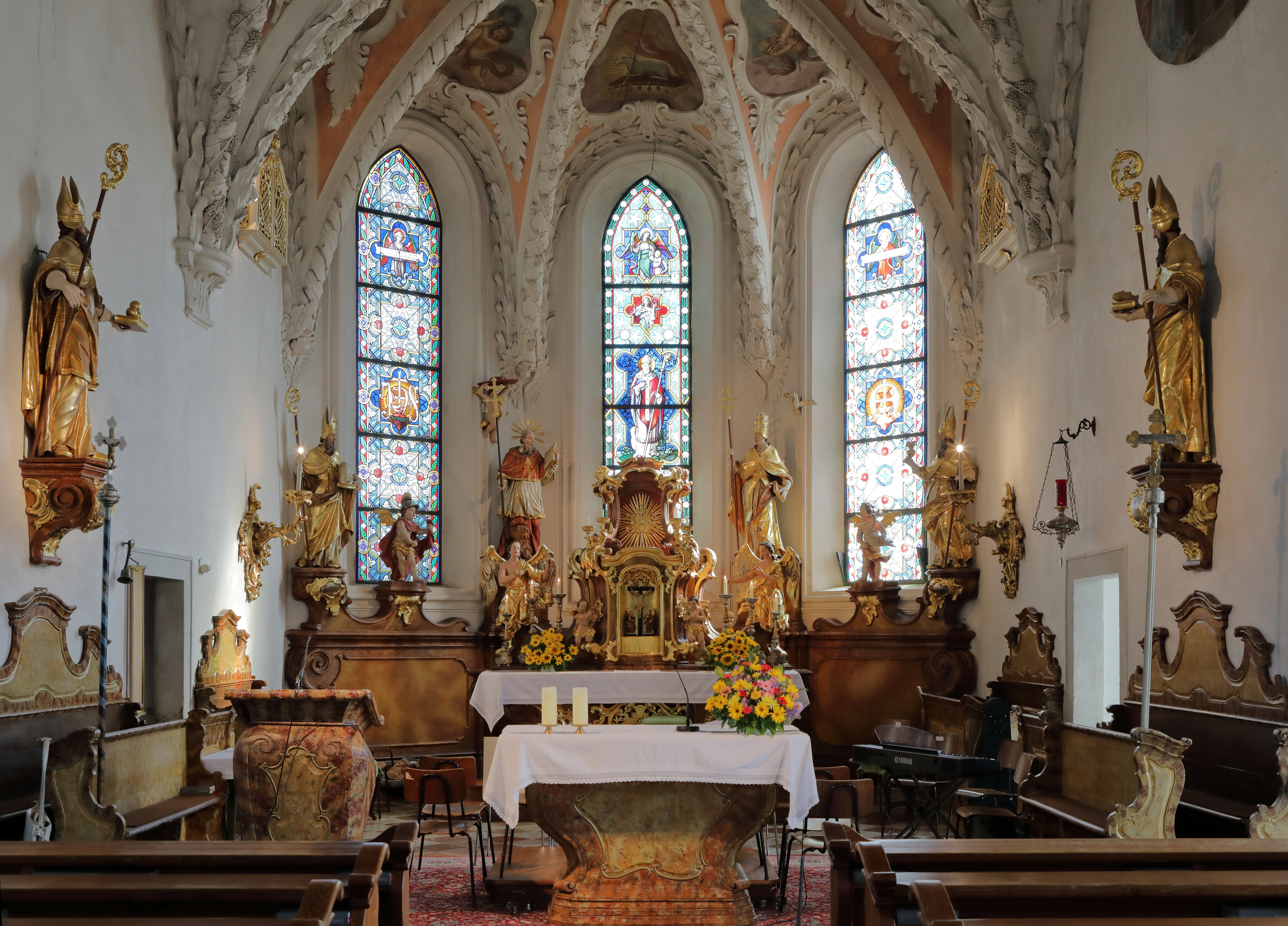
Chorraum der Pfarrkirche mit den Statuen von Schwanthaler am Hochaltar

Die barocke Einrichtung der Kirche ist ein Hochaltarretabel aus dem Jahr 1774, eine Kanzel aus 1777 und das ehemalige Hochaltarbild malte Franz Xaver Wagenschön (1774). Die Statuen der vier lateinischen Kirchenväter am Hochaltar (v. l. n. r.: Ambrosius, Hieronymus, Gregor der Große und Augustinus), eine Johann Nepomuk Gruppe, eine Muttergottesstatue und eine Krippe sind Werke von Johann Georg Schwanthaler.
Das gotische Taufbecken hat einen barocken Deckel.